# Liste des maires de Carpentras

Cette liste recense les maires de la ville de Carpentras depuis 1790 :
De 1789 à 1799,  les agents municipaux (maires) sont élus au suffrage direct pour 2 ans et rééligibles, par les citoyens actifs de la commune, contribuables payant une contribution au moins égale à 3 journées de travail dans la commune. Sont éligibles ceux qui paient un impôt au moins équivalent à dix journées de travail.
De 1799 à 1848, La constitution du 22 frimaire an VIII (13 décembre 1799) revient sur l’élection du maire, les maires sont nommés par le préfet pour les communes de moins de 5 000 habitants. La Restauration instaure la nomination des maires et des conseillers municipaux. Après 1831, les maires sont nommés (par le roi pour les communes de plus de 3 000 habitants, par le préfet pour les plus petites), mais les conseillers municipaux sont élus pour six ans.
Du 3 juillet 1848 à 1851, les maires sont élus par le conseil municipal pour les communes de moins de 6 000 habitants.
De 1851 à 1871, les maires sont nommés par le préfet, pour les communes de moins de 3 000 habitants et pour 5 ans à partir de 1855.
Depuis 1871, les maires sont élus par le conseil municipal à la suite de son élection au suffrage universel (sous le Gouvernement de Vichy, les maires des villes d'une certaine importance sont nommés et non pas élus. En général, ils furent choisis parmi d'anciens hauts fonctionnaires. Ce fut le cas pour Albéric Fournier, carrière coloniale, et de Louis Armand, X-1880, carrière effectuée principalement dans l' aménagement des voies fluviales et navigables).

## De 1790 à 1945

Portrait d'Édouard Daladier, ministre des colonies dans le gouvernement Herriot.

| Période                                  | Période                | Identité                                                               | Étiquette           | Qualité                                                                                            |
| ---------------------------------------- | ---------------------- | ---------------------------------------------------------------------- | ------------------- | -------------------------------------------------------------------------------------------------- |
| 1790                                     | ?                      | François d'Aurel                                                       |                     | |
| 1800                                     | ?                      | Paul de Crillon Tramier                                                |                     | |
| 1800                                     | 1803                   | Jean-Etienne-Antoine-Xavier de Cabanis                                 |                     | |
| 1804                                     | mai 1813               | Denis-Xavier Waton                                                     |                     | |
| mai 1813                                 | janvier 1816           | Félicien Thomas de Bélisy                                              |                     | Officier d'infanterie                                                                              |
| janvier 1816                             | octobre 1821           | Charles, marquis des Isnards                                           |                     | |
| octobre 1821                             | juin 1826              | François de Sales-Hyacinthe Devillario-Quenin                          |                     | |
| juin 1826                                | juin 1829              | Stanislas-Gabriel-Augustin, marquis de Joannis-Nicou                   |                     | |
| juin 1829                                | juillet 1830           | Victor-Joseph-Ladislas Faudon                                          |                     | |
| juillet 1830                             | juin 1831              | Victor-Joseph-Ladislas Faudon                                          |                     | |
| juin 1831                                | septembre 1831         | Gaspard-Adolphe Tramier de La Boissière                                |                     | |
| septembre 1831                           | décembre 1831          | Morier-Lotellier aîné                                                  |                     | |
| décembre 1831                            | juillet 1833           | Vincent-Hyacinthe Eydoux                                               |                     | |
| juillet 1833                             | août 1834              | Casimir Barjavel                                                       |                     | Médecin                                                                                            |
| août 1834                                | août 1842              | Joseph-Pierre-Marie Athenosy                                           |                     | |
| août 1842                                | février 1848           | Joseph-Bernard-Auguste-Grégoire-François-Xavier Collet de la Madeleine |                     | |
| février 1848                             | octobre 1848           | Silvestre-Jacques David-Guillabert                                     |                     | |
| octobre 1848                             | août 1850              | Gaspard-Adolphe Tramier de La Boissière                                |                     | |
| août 1850                                | juin 1851              | Charles Lambertin                                                      |                     | |
| juin 1851                                | mai 1853               | Adrien-Celse Barret                                                    |                     | |
| mai 1853                                 | septembre 1863         | Théophile Brassier, marquis de Jocas                                   |                     | Conseiller général du Vaucluse de 1843 à 1861, chevalier de la Légion d'honneur, mort en fonction? |
| septembre 1863                           | septembre 1865         | Adolphe Masson                                                         |                     | |
| septembre 1865                           | août 1870              | Eugène Augustin Fortunet                                               |                     | Avocat Conseiller général du canton de Carpentras-Nord (1870)                                      |
| août 1870                                | mai 1871               | Louis Cyprien Poujade                                                  | Gauche républicaine | Médecin                                                                                            |
| mai 1871                                 | avril 1873             | Silvestre-Jacques David-Guillabert                                     |                     | |
| avril 1873                               | février 1874           | Jean-Baptiste Gauthier                                                 |                     | |
| février 1874                             | juin 1876              | Paul Ravoux                                                            |                     | |
| juin 1876                                | juillet 1877           | Louis Cyprien Poujade                                                  | Gauche républicaine | Médecin Conseiller général du canton de Carpentras-Nord (1871 → 1877)                              |
| juillet 1877                             | janvier 1878           | Paul Ravoux                                                            |                     | |
| janvier 1878                             | octobre 1881           | Louis Cyprien Poujade                                                  | Gauche républicaine | Médecin                                                                                            |
| octobre 1881                             | décembre 1886          | Eugène Guérin                                                          |                     | |
| décembre 1886                            | novembre 1891          | Alfred Michel                                                          | Gauche radicale     | Représentant de commerce                                                                           |
| novembre 1891                            | mai 1892               | Didier Jouvent                                                         |                     | |
| mai 1892                                 | mai 1900               | Alfred Caillet                                                         |                     | |
| mai 1900                                 | mai 1908               | Léopold Pécoul                                                         | Rad.                | Négociant en truffes et confiseries Conseiller général du canton de Carpentras-Nord (1901 → 1907)  |
| mai 1908                                 | mai 1912               | Gabriel Maigre                                                         |                     | |
| mai 1912                                 | décembre 1919          | Édouard Daladier                                                       | PRRRS               | Professeur d'histoire                                                                              |
| décembre 1919                            | mai 1925               | Maurice Faujas                                                         |                     | |
| mai 1925                                 | février 1941           | Henri Dreyfus Neveu d'Alfred Dreyfus                                   |                     | Inspecteur départemental de l'enseignement technique                                               |
| février 1941                             | avril 1942 (démission) | Albéric Fournier                                                       |                     | |
| avril 1942                               | août 1944              | Louis Armand                                                           |                     | Inspecteur général des Ponts et Chaussées en retraite Nommé par le Gouvernement de Vichy           |
| août 1944                                | mai 1945               | Toussaint Gandié                                                       |                     | |
| Les données manquantes sont à compléter. |                        |                                                                        |                     | |

## Depuis 1945

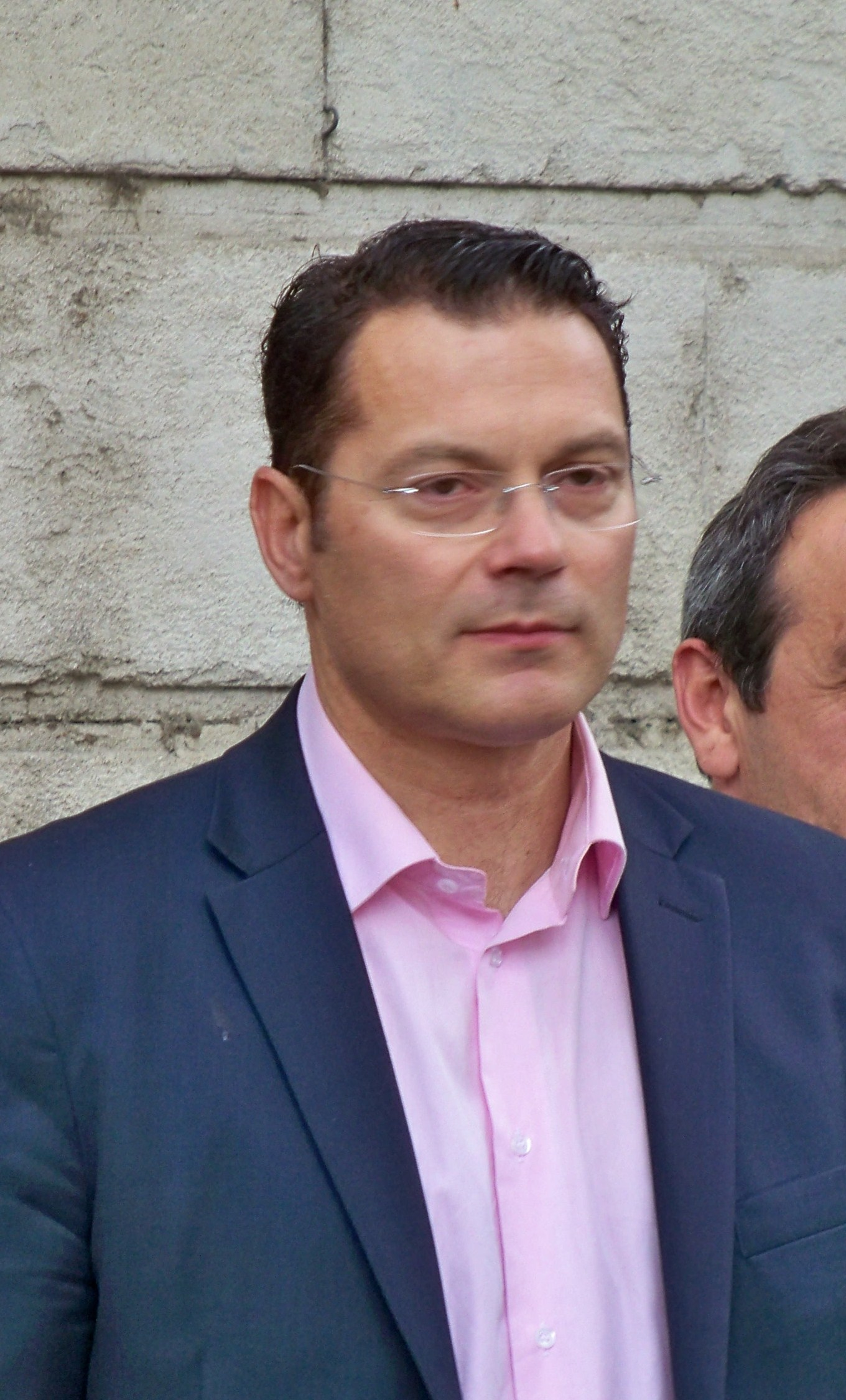
Francis Adolphe, maire de 2008 à 2018, lors de la Fête de la Fraise 2012 de Carpentras

| Période        | Période                | Identité                             | Étiquette    | Qualité |
| -------------- | ---------------------- | ------------------------------------ | ------------ | --- |
| mai 1945       | octobre 1947           | Henri Dreyfus Neveu d'Alfred Dreyfus |              | |
| octobre 1947   | mai 1953               | Charles Guilhermet                   |              | |
| mai 1953       | mars 1965              | Gabriel Jacotet                      |              | |
| mars 1965      | juillet 1971           | Maurice Charretier                   | DVD          | Avocat Conseiller général du canton de Carpentras-Nord (1967 → 1973) |
| juillet 1971   | septembre 1971         | Léon Favères                         |              | |
| septembre 1971 | septembre 1987 (décès) | Maurice Charretier                   | UDF-PR       | Avocat, ministre du Commerce et de l'Artisanat (1979 → 1981) Sénateur du Vaucluse (1986 → 1987) Député de la 2e circonscription de Vaucluse (1978 → 1979) Député de Vaucluse (1986, élu au scrutin proportionnel) Conseiller général du canton de Carpentras-Nord (1967 → 1973) |
| octobre 1987   | mars 2008              | Jean-Claude Andrieu                  | UDF puis UMP | Commerçant Conseiller régional de Provence-Alpes-Côte d'Azur (1992 → 2010) |
| mars 2008      | juin 2018              | Francis Adolphe                      | PS puis DVG  | Entrepreneur de spectacles et expert judiciaire |
| juin 2018      | En cours               | Serge Andrieu                        | DVG          | Ancien entrepreneur du BTP |

## Pour approfondir